# Dymasius lundbergi
Dymasius lundbergi es una especie de escarabajo del género Dymasius, familia Cerambycidae. Fue descrita científicamente por Hüdepohl en 1998.
Habita en Malasia (isla de Borneo). Los machos y las hembras miden aproximadamente 12,8-16,5 mm. El período de vuelo de esta especie ocurre en los meses de abril y mayo.